# Valentín Pimentel
Valentín Pimentel (Panama, 30 maggio 1991) è un calciatore panamense, attaccante del Plaza Amador e della Nazionale panamense.

## Carriera

### Nazionale
Ha esordito in Nazionale nel 2015, venendo poi convocato per la Copa América Centenario del 2016 e per il Mondiale 2018 in Russia.

## Statistiche

### Cronologia presenze e reti in nazionale
| Cronologia completa delle presenze e delle reti in nazionale ― Panama | Cronologia completa delle presenze e delle reti in nazionale ― Panama | Cronologia completa delle presenze e delle reti in nazionale ― Panama | Cronologia completa delle presenze e delle reti in nazionale ― Panama | Cronologia completa delle presenze e delle reti in nazionale ― Panama | Cronologia completa delle presenze e delle reti in nazionale ― Panama | Cronologia completa delle presenze e delle reti in nazionale ― Panama | Cronologia completa delle presenze e delle reti in nazionale ― Panama |
| Data                                                                  | Città                                                                 | In casa                                                               | Risultato                                                             | Ospiti                                                                | Competizione                                                          | Reti                                                                  | Note                                                                  |
| --------------------------------------------------------------------- | --------------------------------------------------------------------- | --------------------------------------------------------------------- | --------------------------------------------------------------------- | --------------------------------------------------------------------- | --------------------------------------------------------------------- | --------------------------------------------------------------------- | --------------------------------------------------------------------- |
| 4-6-2015                                                              | Panama                                                                | Panama                                                                | 1 – 1                                                                 | Ecuador                                                               | Amichevole                                                            | -                                                                     | 85’                                                                   |
| 6-6-2015                                                              | Guayaquil                                                             | Ecuador                                                               | 4 – 0                                                                 | Panama                                                                | Amichevole                                                            | -                                                                     | 46’                                                                   |
| 8-7-2015                                                              | Frisco                                                                | Panama                                                                | 1 – 1                                                                 | Haiti                                                                 | Gold Cup 2015 - 1º turno                                              | -                                                                     | 84’                                                                   |
| 11-7-2015                                                             | Foxborough                                                            | Honduras                                                              | 1 – 1                                                                 | Panama                                                                | Gold Cup 2015 - 1º turno                                              | -                                                                     | 68’                                                                   |
| 13-7-2015                                                             | Kansas City                                                           | Stati Uniti                                                           | 1 – 1                                                                 | Panama                                                                | Gold Cup 2015 - 1º turno                                              | -                                                                     | 62’                                                                   |
| 19-7-2015                                                             | East Rutherford                                                       | Trinidad e Tobago                                                     | 1 – 1 dts (5 - 6 dtr)                                                 | Panama                                                                | Gold Cup 2015 - Quarti di finale                                      | -                                                                     | 8’                                                                    |
| 23-7-2015                                                             | Atlanta                                                               | Panama                                                                | 1 – 2 dts                                                             | Messico                                                               | Gold Cup 2015 - Semifinale                                            | -                                                                     | 83’ 87’                                                               |
| 9-10-2015                                                             | Panama                                                                | Panama                                                                | 1 – 2                                                                 | Trinidad e Tobago                                                     | Amichevole                                                            | 1                                                                     | 79’                                                                   |
| 14-10-2015                                                            | Toluca                                                                | Messico                                                               | 1 – 0                                                                 | Panama                                                                | Amichevole                                                            | -                                                                     |                                                                       |
| 14-11-2015                                                            | Kingston                                                              | Giamaica                                                              | 0 – 2                                                                 | Panama                                                                | Qual. Mondiali 2018                                                   | -                                                                     | 77’                                                                   |
| 18-11-2015                                                            | Panama                                                                | Panama                                                                | 1 – 2                                                                 | Costa Rica                                                            | Qual. Mondiali 2018                                                   | -                                                                     |                                                                       |
| 9-1-2016                                                              | Panama                                                                | Panama                                                                | 4 – 0                                                                 | Cuba                                                                  | Play-off Copa América Centenario                                      | -                                                                     | 45+1’ 46’                                                             |
| 26-3-2016                                                             | Port-au-Prince                                                        | Haiti                                                                 | 0 – 0                                                                 | Panama                                                                | Qual. Mondiali 2018                                                   | -                                                                     |                                                                       |
| 29-3-2016                                                             | Panama                                                                | Panama                                                                | 1 – 0                                                                 | Haiti                                                                 | Qual. Mondiali 2018                                                   | -                                                                     | 60’                                                                   |
| 24-5-2016                                                             | Panama                                                                | Panama                                                                | 0 – 0                                                                 | Venezuela                                                             | Amichevole                                                            | -                                                                     | 37’                                                                   |
| 29-5-2016                                                             | Commerce City                                                         | Panama                                                                | 0 – 2                                                                 | Brasile                                                               | Amichevole                                                            | -                                                                     | 46’                                                                   |
| 11-6-2016                                                             | Chicago                                                               | Argentina                                                             | 5 – 0                                                                 | Panama                                                                | Coppa America Centenario - 1º turno                                   | -                                                                     | 20’                                                                   |
| 9-6-2017                                                              | San José                                                              | Costa Rica                                                            | 0 – 0                                                                 | Panama                                                                | Qual. Mondiali 2018                                                   | -                                                                     | 79’ 81’                                                               |
| 20-7-2017                                                             | Filadelfia                                                            | Costa Rica                                                            | 1 – 0                                                                 | Panama                                                                | Gold Cup 2017 - Quarti di finale                                      | -                                                                     | 71’                                                                   |
| 22-3-2018                                                             | Brøndby                                                               | Danimarca                                                             | 1 – 0                                                                 | Panama                                                                | Amichevole                                                            | -                                                                     | 64’                                                                   |
| 18-4-2008                                                             | Couva                                                                 | Trinidad e Tobago                                                     | 1 – 0                                                                 | Panama                                                                | Amichevole                                                            | -                                                                     | 60’                                                                   |
| 30-5-2018                                                             | Panama                                                                | Panama                                                                | 0 – 0                                                                 | Irlanda del Nord                                                      | Amichevole                                                            | -                                                                     | 46’                                                                   |
| 6-6-2018                                                              | Oslo                                                                  | Norvegia                                                              | 1 – 0                                                                 | Panama                                                                | Amichevole                                                            | -                                                                     | 79’                                                                   |
| 12-10-2018                                                            | Niigata                                                               | Giappone                                                              | 3 – 0                                                                 | Panama                                                                | Amichevole                                                            | -                                                                     | 72’                                                                   |
| 4-6-2019                                                              | Bogotà                                                                | Colombia                                                              | 3 – 0                                                                 | Panama                                                                | Amichevole                                                            | -                                                                     | 46’                                                                   |
| 7-6-2019                                                              | Montevideo                                                            | Uruguay                                                               | 3 – 0                                                                 | Panama                                                                | Amichevole                                                            | -                                                                     |                                                                       |
| 22-6-2019                                                             | Cleveland                                                             | Guyana                                                                | 2 – 4                                                                 | Panama                                                                | Gold Cup 2019 - 1º turno                                              | -                                                                     | 78’ 90+3’                                                             |
| 30-6-2019                                                             | Filadelfia                                                            | Giamaica                                                              | 1 – 0                                                                 | Panama                                                                | Gold Cup 2019 - Quarti di finale                                      | -                                                                     | 89’                                                                   |
| Totale                                                                |                                                                       | Presenze                                                              | 28                                                                    |                                                                       | Reti                                                                  | 1                                                                     |                                                                       |